# Anacortes
Anacortes – miasto (city) w hrabstwie Skagit, w północno-zachodniej części stanu Waszyngton, w Stanach Zjednoczonych, położone na północnym skraju wyspy Fidalgo. W 2013 roku miasto liczyło 16 048 mieszkańców.
W latach 60. XIX wieku powstała tutaj osada portowa zwana Ship Harbour. W 1877 roku nazwę miejscowości zmieniono na Anacortes, która miała rzekomo stanowić hiszpański zapis imienia Anna Curtis, noszonego przez żonę jednego z osadników. Oficjalne założenie miasta nastąpiło w 1891 roku.
Anacortes rozwinęło się jako terminal naftowy oraz ośrodek przetwórstwa rybnego. Począwszy od lat 80. XX wieku miasto zyskało na znaczeniu jako ośrodek turystyki i rekreacji.
Miasto posiada połączenia promowe z wyspami San Juan oraz kanadyjskim miastem Victoria.

## Współpraca
- Nikaho, Japonia
- Łomonosow, Rosja
- Sidney, Kanada
- Vela Luka, Chorwacja